# Triosteum perfoliatum

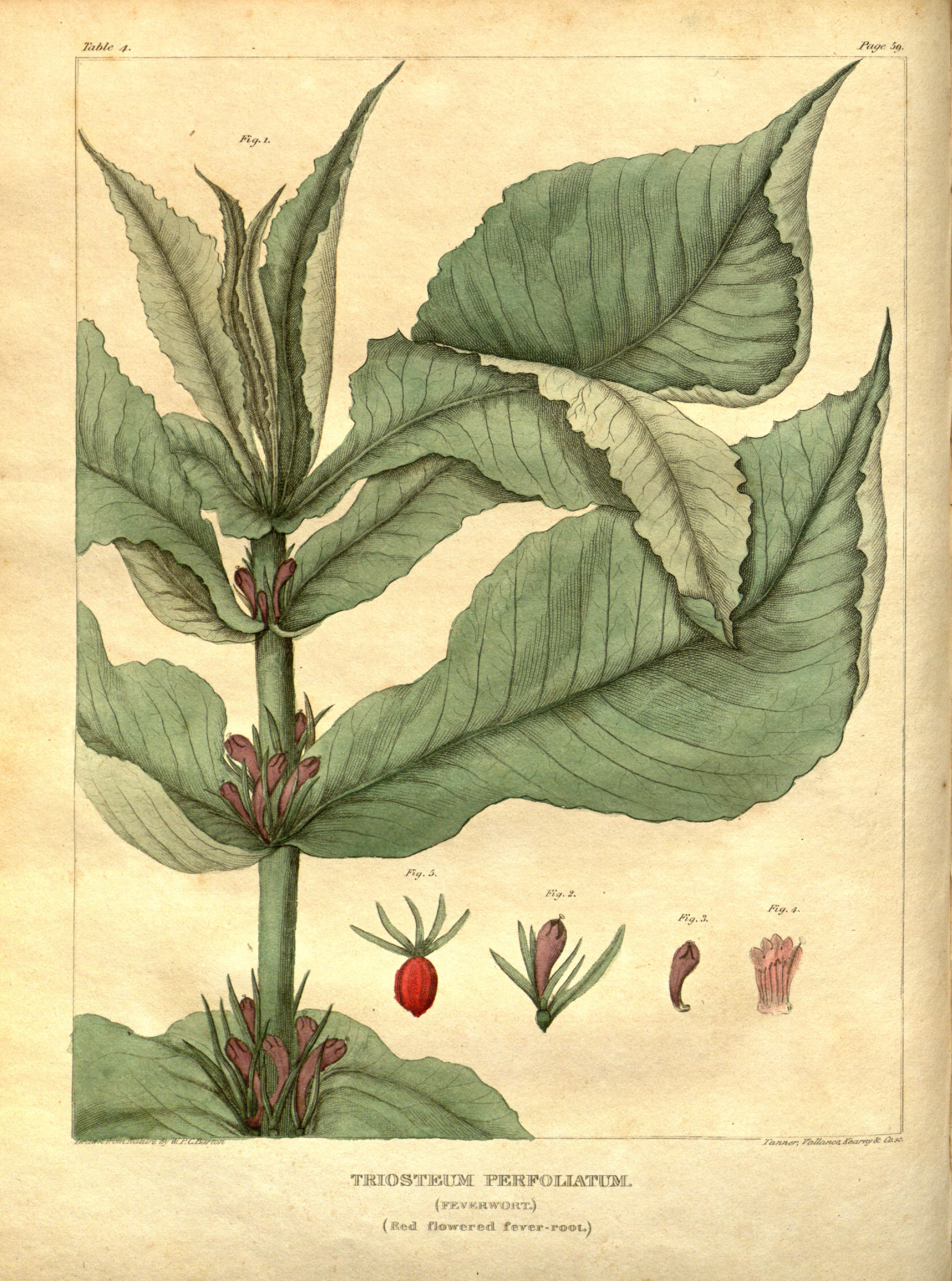
Illustration

Triosteum perfoliatum ist eine Pflanzenart in der Familie der Geißblattgewächse aus den südöstlichen bis östlichen Vereinigten Staaten. 

## Beschreibung
Triosteum perfoliatum wächst als ausdauernde krautige Pflanze bis etwa 1,2 Meter oder etwas mehr hoch. Der zylindrische Stängel ist dicht behaart, mit meist kürzeren Drüsenhaaren und wenigen längeren borstigen.
Die meist mit dem gegenüberliegenden Blatt verwachsenen oder, meist die untersten und obersten, sitzenden, seltener kurz gestielten, einfachen Laubblätter sind kreuzgegenständig. Die Blätter sind eiförmig bis verkehrt-eiförmig und am Grund keilförmig verschmälert oder geigenförmig und ganzrandig oder manchmal gekerbt sowie spitz bis zugespitzt oder bespitzt. Die Blattspreiten sind oberseits leicht behaart und unterseits weich feinhaarig sowie am Rand feinborstig bewimpert. Sie sind bis 20 Zentimeter lang und bis 9 Zentimeter breit.
Die fast sitzenden Blüten erscheinen achselständig und einzeln oder büschelig, meist zu zweit oder dritt, also meist 2–6 Blüten pro Knoten. Die fünfzähligen, relativ kleinen Blüten mit doppelter Blütenhülle sind meist rötlich, selten gelblich. Es sind kleine, paarige und linealische Deckblätter vorhanden. Der eiförmige Blütenbecher ist drüsig behaart. Die langen, schmalen und fein-, teils drüsenhaarigen Kelchblätter sind schmal-eilanzettlich, sie sind grün bis rötlich oder violett-rot. Die fein drüsenhaarige Krone ist schmal trichterförmig mit kurzen Lappen und einer „Aussackung“ (Nektartasche) am Grund. Die kurzen, eingeschlossenen Staubblätter, mit behaarten Staubfäden, sind in der Kronröhre angeheftet. Der dreikammerige Fruchtknoten ist unterständig mit einem leicht vorstehenden Griffel und die kopfige, größere Narbe ist leicht gelappt.
Es werden rundliche, kleine und orange bis gelbe oder rötlich, mehrsamige, mehr oder weniger behaarte, bis etwa 1 Zentimeter große Steinfrüchte, mit beständigem Kelch an der Spitze gebildet. Die knochigen, bräunlichen und ellipsoiden, meist 3 Steinkerne (Pyrene) sind 5–7 Millimeter lang und furchig.

## Verwendung
Die Wurzeln werden wie die Brechwurzeln verwendet. Die Samen bzw. Steinkerne können geröstet als Kaffeeersatz verwendet werden.